# IZombie

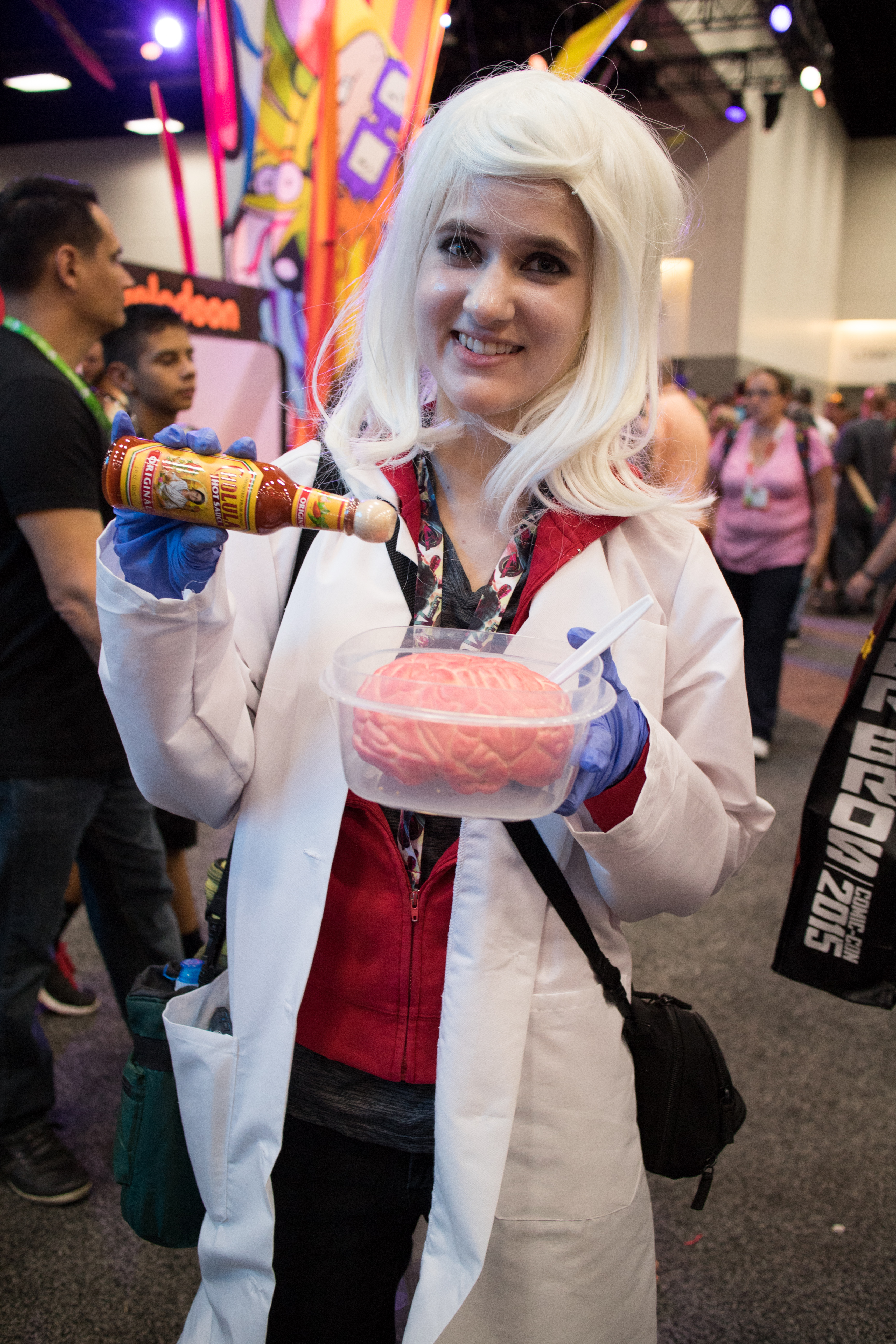
iZombie-cosplay

iZombie,, gestileerd als iZOMBiE, is een Amerikaanse bovennatuurlijke misdaaddrama-televisieserie, ontwikkeld door Rob Thomas en Diane Ruggiero-Wright. De urban fantasy-serie liep 5 seizoenen van 2015 tot 2019 op The CW. Het is een losse bewerking van de gelijknamige stripserie, gemaakt door Chris Roberson en Michael Allred en uitgegeven door DC Comics onder het label Vertigo Comics.